# Goodies (album, George Benson)
Goodies šesti studijski album ameriškega džezovskega kitarista Georgea Bensona, ki je bil posnet in izdan leta 1968 pri založbi Verve Records.

## Sprejem
Recenzor portala AllMusic, Richard S. Ginell, je albumu namenil dve zvezdici od petih možnih z utemeljitvijo: »Založba Verve Records je potrebovala še en Bensonov album potem, ko je ta že sklenil pogodbo z založbo A&M/CTI. Založba je tako dobila nenavaden album, kjer igra Benson odlično, ne glede na čuden »golaž« zvokov v ozadju.«

## Seznam skladb
Avtor vseh skladb je George Benson, razen kjer je posebej napisano.
| Št.             | Naslov                                                                              | Dolžina |
| --------------- | ----------------------------------------------------------------------------------- | ------- |
| 1.              | „I Remember Wes‟                                                                    | 3:50    |
| 2.              | „Carnival Joys‟                                                                     | 3:50    |
| 3.              | „(You Make Me Feel Like) A Natural Woman‟ (Carole King, Gerry Goffin, Jerry Wexler) | 4:40    |
| 4.              | „That Lucky Old Sun‟ (Beasley Smith, Haven Gillespie)                               | 3:37    |
| 5.              | „Julie‟                                                                             | 3:10    |
| 6.              | „Windmills of Your Mind‟ (Michel Legrand, Alan in Marilyn Bergman)                  | 5:00    |
| 7.              | „Doobie, Doobie Blues‟                                                              | 5:10    |
| 8.              | „Song for My Father‟ (Horace Silver)                                                | 4:45    |
| 9.              | „People Get Ready‟ (Curtis Mayfield)                                                | 4:10    |
| Skupna dolžina: | Skupna dolžina:                                                                     | 38:12   |

## Osebje
- George Benson – kitara, vokali
- Clark Terry – trobenta
- Garnett Brown – trombon
- Arthur Clarke, George Marge – tenor saksofon, flavta
- Bobby Lucas – orglice
- Paul Griffin – klavir, čelesta
- Bob Cranshaw, Chuck Rainey – električni bas
- Jimmy Johnson, Jr., Leo Morris – bobni
- Jack Jennings – konge, vibrafon
- The Sweet Inspirations – vokali
- The Winston Collymore Strings – godala (2, 4, 5, 7)
- Horace Ott – godalni aranžmaji, dirigent